# Chorismate mutase
La chorismate mutase est une isomérase qui catalyse la réaction :
chorismate  {\displaystyle \rightleftharpoons }  préphénate.
Cette enzyme intervient notamment, à la suite de la voie du shikimate, dans la biosynthèse d'acides aminés aromatiques tels que la phénylalanine et la tyrosine. On la trouve chez les bactéries, les mycètes et les plantes vasculaires. Il s'agit de la seule enzyme connue du milieu naturel catalysant une réaction péricyclique. Elle joue un rôle déterminant dans le maintien de l'équilibre physiologique dans la cellule entre d'une part les acides aminés aromatiques dont elle permet la synthèse, et d'autre part les autres acides aminés. Elle fait partie des protéines dont la régulation allostérique serait de type morphéine.

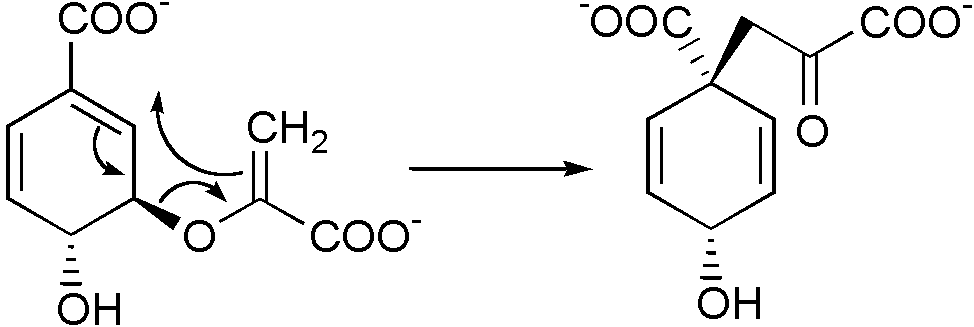
Réarrangement de Claisen catalysé par la chorismate mutase,.